# 劉策
劉 策（りゅう さく、1575年 - 1630年）は、明代の官僚。字は範董。本貫は武定州。

## 生涯
1601年（万暦29年）、進士に及第した。保定府新城知県に任じられた。入朝して御史となり、上疏して太僕寺少卿の徐兆魁を弾劾し、熊廷弼の審問や湯賓尹の会試不正事件について争った。湯賓尹は家に蟄居していたが、朝廷の権柄とつながっていたことから、その仲間を使嗾して孫振基と王時熙を攻撃して追放した。
1614年（万暦42年）、劉策は御史の徐縉芳・陳一元とともに給事中の劉文炳に弾劾された。劉策は宣大巡按をつとめていたが、劉文炳が湯賓尹の友人であり、韓敬に代わって噛みついていると非難した。葉向高は劉策とのつきあいがなかったが、劉策のために弁護した。劉文炳と劉策はたびたび上疏してお互いを謗りあった。劉策の上疏は万暦帝に聞き入れられず、劉策は病と称して官を去った。ときに徐兆魁・熊廷弼・湯賓尹らを批判した者たちは、東林党と目されて外任に出されていた。1618年（万暦46年）秋、劉策は河南副使とされたが、病を理由に固辞し、赴任しなかった。
1621年（天啓元年）春、劉策は天津兵備として起用された。右僉都御史に抜擢され、山西巡撫をつとめた。北京に召還されて兵部右侍郎に任じられた。1625年（天啓5年）冬、閹党により東林党の遺奸と弾劾され、官籍を削られた。1629年（崇禎2年）夏、兵部右侍郎として再び起用され、右僉都御史を兼ね、薊州鎮・遼東鎮・保定府の軍務を総理した。後金の兵が大安口から内地に侵入すると、劉策は防御することができず、弾劾された。10月、己巳の変により祖大寿の軍が壊滅すると、劉策は孫承宗とともに北京に召還された。1630年（崇禎3年）1月、総兵の張士顕とともに逮捕され、死刑を論告され、棄市された。享年は56。